# Толстов, Александр Васильевич
Алекса́ндр Васи́льевич Толсто́в (род. 3 апреля 1961, село Подгорное, Тамбовская область) — советский и российский учёный-геолог, действительный член Академии наук Республики Саха (Якутия).

## Биография
Родился 3 апреля 1961 в селе Подгорное Староюрьевского района Тамбовской области в крестьянской семье.
В 1980 году окончил Старооскольский геологоразведочный техникум им. И. И. Малышева по специальности «техник-геолог».
В 1985 году окончил Воронежский ордена Ленина государственный университет имени Ленинского комсомола по специальности «инженер-геолог».
С 1985 по 2000 год геолог Эбеляхской геологоразведочной партии Амакинской (с 1986 года Чернышевской) геологоразведочный экспедиции ПГО «Якутскгеология» (с 1992 года ПНО «Якуталмаз», впоследствии — АК «АЛРОСА»).
В 1996 году без отрыва от производства защитил диссертацию «Геологическое строение, состав и рудоносность кор выветривания массива Томтор» на соискание учёной степени кандидата геолого-минералогических наук. Научный руководитель — д-р геол.-минерал. наук Пожарицкая Л. К.
С 2000 по 2002 год заведующий лабораторией, заведующий отделом Якутского научно-исследовательского геологоразведочного предприятия (ЯНИГП) ЦНИГРИ АК «АЛРОСА».
С 2002 по 2012 год главный геолог Ботуобинской геологоразведочной экспедиции (БГРЭ) АК «АЛРОСА».
В 2006 году защитил диссертацию «Закономерности образования и размещения главных рудоносных формаций северной части Сибирской платформы» на соискание учёной степени доктора геолого-минералогических наук.
С 2012 по 2017 год работал ведущим научным сотрудником в Институте геологии и минералогии имени В. С. Соболева Сибирского отделения Российской академии наук (ИГМ СО РАН), с 2015 года — заместителем директора ИГМ СО РАН по научной работе.
С 2017 по 2022 год директор Научно-исследовательского геологического предприятия (НИГП) АК «АЛРОСА» (ПАО).
В 2022 году директор Научно-аналитического центра Вилюйской геологоразведочной экспедиции (ВГРЭ) АК «АЛРОСА» (ПАО).
С 2022 года ведущий научный сотрудник Института геологии алмаза и благородных металлов Сибирского отделения Российской академии наук (ИГАБМ СО РАН).

## Научная деятельность
Специалист в области минерагении платформенного магматизма (карбонатиты, кимберлиты, траппы). Обосновал необходимость постановки поисково-оценочных работ на Томторском ниобий-редкоземельном месторождении с целью дальнейшего наращивания минерально-сырьевой базы редкоземельных элементов Российской Федерации. Организовал и лично выполнял полевые работы по экологическому мониторингу района Томторского месторождения, обосновывающие безопасную отработку уникальных редкоземельных руд.
Участвовал в открытии и разведке месторождений россыпных (россыпи Маят, Хара-Мас, Талахтах, Нюрбинская) и коренных (кимберлитовые трубки Ботуобинская и Майская) алмазов, а также в выявлении нового типа руд редких элементов в пределах уникального месторождения редких элементов Томтор на севере Якутии.
Автор более 400 научных работ, в том числе 9 монографий. Индекс Хирша по публикациям в РИНЦ — 34.
С 2010 года действительный член Российской академии естественных наук (РАЕН) по Горно-металлургической секции.
С 2016 года действительный член Международной академии наук по экологии и безопасности жизнедеятельности человека (МАНЭБ) по Горно-металлургической секции.
С 2021 года действительный член Академии наук Республики Саха (Якутия) по специальности Геология месторождений алмаза.
Член Объединённого учёного совета по наукам о Земле Академии наук Республики Саха (Якутия).
Первый заместитель председателя Западно-Якутского научного центра (ЗЯНЦ) Академии наук Республики Саха (Якутия).
Член редколлегий журналов «Руды и металлы», «Природные ресурсы Арктики и Субарктики», «Известия высших учебных заведений. Геология и разведка» и «Вестник Северо-Восточного федерального университета им. М. К. Аммосова. Серия «Науки о Земле»».
Член экспертного совета журнала «Редкие земли».
Сотрудничает с альманахом «Вилюйские зори», в котором регулярно публикуется.
Член диссертационного совета 30.1.001.01 по защите диссертаций на соискание учёной степени кандидата геолого-минералогических наук, на соискание учёной степени доктора геолого-минералогических наук созданного на базе Центрального научно-исследовательского геологоразведочного института цветных и благородных металлов (ФГБУ «ЦНИГРИ»).
Эксперт РАН (Идентификационный номер 2016-01-3677-8798).
С 2019 член Русского географического общества (РГО).

### Публикации
Книги
- Фролов А. А., Лапин А. В., Толстов А. В., Зинчук Н. Н., Белов С. В., Бурмистров А. А. Карбонатиты и кимберлиты (взаимоотношения, минерагения, прогноз). — М.: НИА-Природа, 2005. — 540 с. — ISBN 5-7844-0112-2.
- Фролов А. А., Толстов А. В., Белов С. В. Карбонатитовые месторождения России. — М.: НИА-Природа, 2003. — 494 с. — ISBN 5-7844-0088-6.
- Толстов А. В. Главные рудные формации севера Сибирской платформы. — М.: ИМГРЭ, 2006. — 212 с.
- Белов С. В., Лапин А. В., Толстов А. В., Фролов А. А. Минерагения платформенного магматизма (траппы, карбонатиты, кимберлиты). — Новосибирск: Издательство СО РАН, 2008. — 537 с. — ISBN 978-5-7692-1026-6.
- Толстов А. В., Тян О. А. Геология и рудоносность массива Томтор. — Якутск: Издательство ЯНЦ СО РАН, 1999. — 164 с. — ISBN 5-7862-0027-2.
- Лапин А. В., Толстов А. В. Месторождения кор выветривания карбонатитов. — М.: Наука, 1995. — 208 с. — ISBN 5-02-002421-X.
- Лапин А. В., Толстов А. В., Лисицин Д. В. Кимберлиты и конвергентные породы. — М.: ИМГРЭ, 2004. — 226 с.
- Толстов А. В., Энтин А. Р., Тян О. А., Орлов А. Н. Промышленные типы месторождений в карбонатитовых комплексах Якутии. — Якутск: ЯНЦ СО РАН, 1995. — 168 с. — ISBN 5-7623-1191-0.
- Лапин А. В., Толстов А. В. Минерагения кор выветривания карбонатитов. — М.: ГЕОКАРТ, ГЕОС, 2011. — 308 с. — ISBN 978-5-89118-542-5.

Статьи
- Лазарева Е. В., Жмодик С. М., Добрецов Н. Л., Толстов А. В., Щербов Б. Л., Карманов Н. С., Герасимов Е. Ю., Брянская А. В. Главные рудообразующие минералы аномально богатых руд месторождения Томтор (Арктическая Сибирь) // Геология и геофизика. — 2015. — Т. 56, № 6. — С. 1080—1115. — ISSN 0016-7886. — doi:10.15372/GiG20150603.
- Агашев А. М., Похиленко Н. П., Толстов А. В., Поляничко В. В., Мальковец В. Г., Соболев Н. В. Новые данные о возрасте кимберлитов Якутской алмазоносной провинции // Доклады Академии наук. — 2004. — Т. 399, № 1. — С. 95—99. — ISSN 0869-5652.
- Лапин А. В., Толстов А. В. Новые уникальные месторождения редких металлов в корах выветривания карбонатитов // Разведка и охрана недр. — 1993. — № 3. — С. 7—11. — ISSN 0034-026X.
- Энтин А. Р., Зайцев А. И., Ненашев Н. И., Василенко В. Б., Орлов А. И., Тян О. А., Ольховик Ю. А., Ольштынский С. И., Толстов А. В. О последовательности геологических событий, связанных с внедрением Томторского массива ультраосновных щелочных пород и карбонатитов (северо-западная Якутия) // Геология и геофизика. — 1990. — Т. 31, № 12. — С. 42—51. — ISSN 0016-7886.
- Похиленко Н. П., Крюков В. А., Толстов А. В., Самсонов Н. Ю. Томтор как приоритетный инвестиционный проект обеспечения России собственным источником редкоземельных элементов // ЭКО. — 2014. — № 2 (476). — С. 22—35. — ISSN 0131-7652. — doi:10.30680/ECO0131-7652-2014-2-22-35.
- Похиленко Н. П., Толстов А. В. Перспективы освоения Томторского месторождения комплексных ниобий-редкоземельных руд // ЭКО. — 2012. — № 11 (461). — С. 17—27. — ISSN 0131-7652. — doi:10.30680/ECO0131-7652-2012-11-17-27.
- Толстов А. В., Минин В. А., Василенко В. Б., Кузнецова Л. Г., Разумов А. Н. Новое тело высокоалмазоносных кимберлитов в Накынском поле Якутской кимберлитовой провинции // Геология и геофизика. — 2009. — Т. 50, № 3. — С. 227—240. — ISSN 0016-7886.
- Крюков В. А., Толстов А. В., Самсонов Н. Ю. Стратегическое значение редкоземельных металлов в мире и в России // ЭКО. — 2012. — № 11 (461). — С. 5—16. — ISSN 0131-7652. — doi:10.30680/ECO0131-7652-2012-11-5-16.
- Толстов А. В., Коноплев А. Д., Кузьмин В. И. Особенности формирования уникального редкометалльного месторождения Томтор и оценка перспектив его освоения // Разведка и охрана недр. — 2011. — № 6. — С. 20—26. — ISSN 0034-026X.
- Толстов А. В. Особенности минералогии и геохимии апатит-магнетитовых руд массива Томтор (Северо-Западная Якутия) // Геология и геофизика. — 1994. — Т. 35, № 9. — С. 91—100. — ISSN 0016-7886.

## Награды и премии
- За заслуги в области геологии и многолетний добросовестный труд присвоено почётное звание «Заслуженный геолог Российской Федерации» (2016)[20].
- За выявления в Республике Саха (Якутия) месторождения алмазов «Трубка Майская» и редкоземельного месторождения Томторское награждён нагрудным знаком «Первооткрыватель месторождения» (2013)[21].
- За большие достижения в решении проблем развития экономики России присуждена премия имени Алексея Николаевича Косыгина Российского союза товаропроизводителей (2003)[22].
- За многолетний добросовестный труд, большой личный вклад в развитие минерально-сырьевой базы России награждён нагрудным знаком «Почётный разведчик недр Российской Федерации» (2011)[23].
- За заслуги в области алмазной промышленности, вклад в развитие геологоразведочного производства, многолетний добросовестный труд и в связи с 50-летием со дня создания Ботуобинской геологоразведочной экспедиции присвоено почётное звание «Заслуженный геолог Республики Саха (Якутия)» (2009)[24].
- Отмечен юбилейным знаком Республики Саха (Якутия) «100 лет Якутской АССР».
- За многолетний добросовестный труд в алмазодобывающей отрасли, большой личный вклад в социально-экономическое развитие Мирнинского района награждён Грамотой Главы Мирнинского района (2011).